# Shiqiao (köpinghuvudort i Kina, Jiangsu Sheng, lat 32,31, long 119,46)
Shiqiao (kinesiska: 施桥, 施桥镇) är en köpinghuvudort i Kina. Den ligger i provinsen Jiangsu, i den östra delen av landet, omkring 67 kilometer nordost om provinshuvudstaden Nanjing. Antalet invånare är 42 696. Befolkningen består av 20 459 kvinnor och 22 237 män. Barn under 15 år utgör 9,0 %, vuxna 15-64 år 82 %, och äldre över 65 år 8,0 %.
Runt Shiqiao är det tätbefolkat, med 493 invånare per kvadratkilometer. Närmaste större samhälle är Yangzhou, 9,6 km norr om Shiqiao. Trakten runt Shiqiao består till största delen av jordbruksmark.
Genomsnittlig årsnederbörd är 1 302 millimeter. Den regnigaste månaden är juli, med i genomsnitt 255 mm nederbörd, och den torraste är januari, med 30 mm nederbörd.